# Myeik Airport
Myeik Airport är en flygplats i Myanmar.   Den ligger i regionen Taninthayiregionen, i den södra delen av landet, 900 km söder om huvudstaden Naypyidaw. Myeik Airport ligger 15 meter över havet.
Terrängen runt Myeik Airport är platt. Havet är nära Myeik Airport åt nordväst. Runt Myeik Airport är det ganska tätbefolkat, med 83 invånare per kvadratkilometer. Närmaste större samhälle är Myeik, 2,3 km väster om Myeik Airport. Trakten runt Myeik Airport består huvudsakligen av våtmarker.